# Challenger de Guayaquil 2010
El Challenger Ciudad de Guayaquil 2010 fue un torneo de tenis que se llevó a cabo sobre superficie de tierra batida en el Guayaquil Tenis Club situado en la ciudad de Guayaquil, Ecuador, desde el 8 al 13 de noviembre de 2010. Fue la sexta edición del ATP Challenger Ciudad de Guayaquil.
El chileno Paul Capdeville ganó la competencia en singles, mientras que el dúo colombiano de Juan Sebastián Cabal y Robert Farah ganó en dobles.

## Torneo
El Challenger Ciudad de Guayaquil 2010 fue la sexta edición del torneo ATP Challenger Ciudad de Guayaquil y se desarrolló en el complejo del Guayaquil Tenis Club en la ciudad de Guayaquil, Ecuador. Este torneo anual forma parte del ATP Challenger Series, que sirve para que los jugadores emergentes sumen puntos para intentar llegar a las qualys de torneos más importantes. El torneo consistió de dos eventos individuales y dobles ambos masculinos, los cuales se jugaron en una superficie de polvo de ladrillo (tierra batida). El total del dinero de los premios del torneo fue de US$100.000 con $50.000 asignados equitativamente a cada uno de los dos eventos. El ganador en la modalidad individual recibió $7200 y 90 puntos ATP, mientras que la pareja ganadoras en la modalidad doble recibió $3100 e igual cantidad de puntos.
El torneo se desarrolló desde el 8 al 13 de noviembre. El evento de modalidad individual fue disputado por 32 tenistas, mientras que la modalidad doble consistió de 16 equipos (parejas). Los partidos de clasificación consistió de 32 jugadores que disputaban obtener 4 cupos para el evento de modalidad individual.

## Eventos

### Individuales
Paul Capdeville vence a  Diego Junqueira 6-3, 3-6, 6-3

### Dobles
Juan Sebastián Cabal /  Robert Farah vencen a  Franco Ferreiro /  Andre Sa 7-5, 7-6(3)